# Democracia religiosa
Democracia religiosa es el régimen político, nominalmente democrático, en donde los valores religiosos, de una religión concreta, son la fuente de la legitimidad y se expresan en los poderes del Estado. La expresión se aplica a casos en los que hay una religión mayoritaria, identificada con la nación (religión nacional -en el caso del cristianismo, Iglesia nacional-).
El concepto opuesto es del de democracia secular o democracia laica.

## Crítica
Las críticas a las democracias religiosas provienen de dos puntos de vista:
- Desde un punto de vista secular o laico, los ideales o valores de una sociedad democrática implican esencialmente un Estado laico, secular o no confesional; puesto que para proteger la libertad de la tiranía es necesaria una completa separación entre religión y Estado.

- Desde un punto de vista "legalista" (en teología cristiana "legalismo" es la postura de quienes tienen la obediencia a la Ley, y no la fe en la gracia divina, por medio para la salvación), la democracia nunca puede tener aceptación en una sociedad religiosa. Cualquier cosa que se salga de una interpretación rígida (literalismo, fundamentalismo e integrismo) de los textos sagrados es rechazada; sólo Dios, y no el pueblo, puede ser soberano.

## Ejemplos
Las democracias antiguas y medievales (impropiamente así denominadas por la historiografía romántica, que las idealizaba) no concebían la posibilidad de deslindar la esfera de lo político y de lo religioso:
- Democracia ateniense (religión griega)
- República romana (religión romana)
- Ganarajya o Gaṇa sangha (-"asambleas" o "gobiernos de iguales"-, repúblicas oligárquicas de la antigua India, de religión budista)[5]
- Cristianismo primitivo
- Democracia eclesiástica (Iglesia y clero), democracia monástica (monacato, movimiento cenobítico, monasterio, orden religiosa, orden monástica y orden militar) y democracia conventual (convento y orden conventual)

- Mancomunidad Islandesa (inicialmente, paganismo nórdico, desde el siglo XI, cristianismo)
- Confederación suiza (cristianismo)

Democracias contemporáneas:
- Cristianismo

En países como Argentina, Armenia, Costa Rica, Grecia, Irlanda, Liechtenstein, Malta o Mónaco se mantienen distintos grados de confesionalidad cristiana (católica u ortodoxa, según el caso) del Estado. En el caso de las monarquías protestantes, como Dinamarca, Noruega o el Reino Unido, el rey es también cabeza de la Iglesia (en los Países Bajos se mantuvo esa vinculación hasta 1853, y en Suecia hasta el año 2000).
En Estados Unidos, a pesar de que la libertad religiosa y la estricta neutralidad del poder político ante todas las religiones es uno de los puntos fundamentales de su sistema político, el papel del cristianismo es fundamental en la sociedad y también en la política, hasta el punto que se considera imposible que nadie que no demuestre firmes convicciones cristianas pueda competir por la presidencia. Las oraciones públicas y las referencias a Dios son constantes. El juramento de lealtad incluye la definición de los Estados Unidos como one nation under God ("una nación bajo Dios"). El lema nacional es in God we trust ("en Dios confiamos") desde 1953. La school prayer ("oración en las escuelas") fue un tema de amplio debate hasta 1963.
- Islam

En países como Afganistán, Bangladés, Irán, Irak, Malaysia, Pakistán o Sudán se mantienen distintos grados de confesionalidad musulmana del Estado, que en términos legislativos y jurídicos puede llegar hasta el reconocimiento de los textos sagrados (Corán y hadices) como fuente única de la legislación, y la aplicación de la sharía (ley islámica).
- Judaísmo

La definición de Israel como "Estado judío" es un asunto controvertido.
- Budismo